# Красноселец
Красноселец — село в Быковском районе Волгоградской области России. Является административным центром Красносельцевского сельского поселения.

## География
Село расположено в Заволжье. Районный центр — рабочий посёлок Быково, расположен в 26 километрах западнее, по трассе путь составляет 30 км.
Рядом с селом находится Пришибо-Могутинская система лиманов площадью около 5 тысяч гектаров — наиболее крупная в Заволжье система соединённых между собой лиманов Пришиб, Журавлиный, Могута, Шейка и Пришибок с лугово-болотной растительностью. В Красную книгу занесены лук регелевский (Allium regelianum), цингерия Биберштейна (Zingeria biebersteiniana), марсилия щетинистая. Разрешается сенокошение, ограниченный во времени выпас скота с уменьшенной пастбищной нагрузкой. Запрещено производить распашку почв, охоту на куликов, журавля, куропатку, стрепета.:П. 5
До 2006 года статусом особо охраняемой природной территории Волгоградской области обладал также «Тюльпанный заказник» — участок целинной степи в балке на окраине села, площадью 5 гектар. Место произрастания тюльпана Геснера (Шренка) (Tulipa gesneriana), занесённым в Красную книгу России и Волгоградской области. Запрещаются распашка, проезд через поле, рытье луковиц, сбор цветов.:П. 2
Хорошие условия для развития овцеводства.

## История
Указом Президиума Верховного Совета РСФСР от 16 августа 1939 года был образован Красносельский сельсовет за счет разукрупнения Урало-Ахтубинского сельсовета Пролейского района с одновременной передачей вновь образованного Красносельского сельсовета из Пролейского района в Быковский.
На 01 января 1955 года село входило в Красноселецкий сельсовет.
01 февраля 1963 года Указом Президиума Верховного Совета РСФСР в Волгоградской области было произведено укрупнение районов, в результате которого Быковский район был ликвидирован с передачей его территории в состав Николаевского района, в том числе и Красносельского сельского совета.
На основании решения Волгоградского облисполкома от 18 января 1965 года № 2/35 и Указа Президиума Верховного Совета РСФСР от 12 января 1965 года в Волгоградской области вновь был образован Быковский район за счёт разукрупнения Николаевского и Среднеахтубинского районов. В состав Быковского района из Николаевского был передан в том числе и Красносельский сельский совет.
На 01 июля 1968 года село входило в Красносельский сельский совет.
На основании решения облисполкома от 29 мая 1978 года № 10/389 «а» Красносельский сельсовет был переименован в Красносельцевский.
На 01 ноября 1988 года село входило в состав Красносельцевского сельского совета.

## Население
| 2010 |
| ---- |
| 1513 |

Население составляет около 1490 жителей (2002).

## Известные уроженцы, жители
Дядькин, Иван Афанасьевич — советский партизан, участник бельгийского Движения Сопротивления.

## Инфраструктура
В селе есть центральное теплоснабжение, магазины, пекарня, Красносельская средняя общеобразовательная школа, отделение почтовой связи 404063. Больница упразднена.

## Достопримечательности
В селе находится памятный знак воинам-землякам, погибшим в годы Великой Отечественной войны.